# Bình Thuận, Lâm Đồng
Bình Thuận là một phường thuộc tỉnh  Lâm Đồng, Việt Nam.
Phường Bình Thuận được thành lập ngày 16 tháng 6 năm 2025 theo Nghị quyết số 1671/NQ-UBTVQH15  của Ủy ban Thường vụ Quốc hội về việc sắp xếp các đơn vị hành chính cấp xã của tỉnh Lâm Đồng năm 2025 trên cơ sở sáp nhập toàn bộ diện tích tự nhiên, quy mô dân số của phường Phú Tài, xã Phong Nẫm, thành phố Phan Thiết và xã Hàm Hiệp, huyện Hàm Thuận Bắc, tỉnh Bình Thuận . Phường này chính thức hoạt động từ ngày 01 tháng 7 năm 2025.